# Kateřina Bartoňová
Kateřina Bartoňová (Pardubice, 17 gennaio 1990) è una cestista ceca.

## Carriera
Con la Rep. Ceca ha disputato i Giochi olimpici di Londra 2012, i Campionati mondiali del 2014 e quattro edizioni dei Campionati europei (2009, 2011, 2013, 2015).